# Portrait de George Sand (Delacroix)
Pour les articles homonymes, voir Portrait de George Sand.
Le Portrait de George Sand est un tableau du peintre français Eugène Delacroix réalisé en 1834. Cette huile sur toile est un portrait de la jeune femme de lettres George Sand, les cheveux coupés courts et vêtue selon la mode masculine. Une commande de l'éditeur François Buloz, l'œuvre fait partie depuis 2016 des collections du musée national Eugène-Delacroix, à Paris.